# ミズーリ植物園
ミズーリ植物園（Missouri Botanical Garden）は、ミズーリ州のセントルイスにある植物園である。創立者の慈善家のヘンリー・ショーにちなんで、ショーズ・ガーデンとも呼ばれる。

## 概要
イギリス生まれで、10代でアメリカ合衆国で商売を始め、成功したヘンリー・ショーの屋敷につくられた庭園がもとになっている。1859年に一般市民に開放された。アメリカ合衆国では歴史のある植物園でアメリカ合衆国国定歴史建造物（National Historic Landmark）に指定され、アメリカ合衆国国家歴史登録財（National Register of Historic Places）にも登録されている。 植物研究のセンターとしての機能とともに、セントルイスの市民の憩いの場にもなっている。32ヘクタールの植物園のなかには、5.7ヘクタールの広さで北米最大級の日本庭園、清和園があり、遊園地やショーの元の邸宅などもある。1983年にはメトロポリタン動物園や博物館区域が加えられた。
園内にはガラス彫刻家、デイル・チフーリの作品が展示されている。2008年にはフランスの彫刻家、ニキ・ド・サンファルの作品が設置された。
ミズーリ植物園で働いた植物学者には1971年から40年近く園長を務めたピーター・ハミルトン・レーブンらがいる。

## ギャラリー

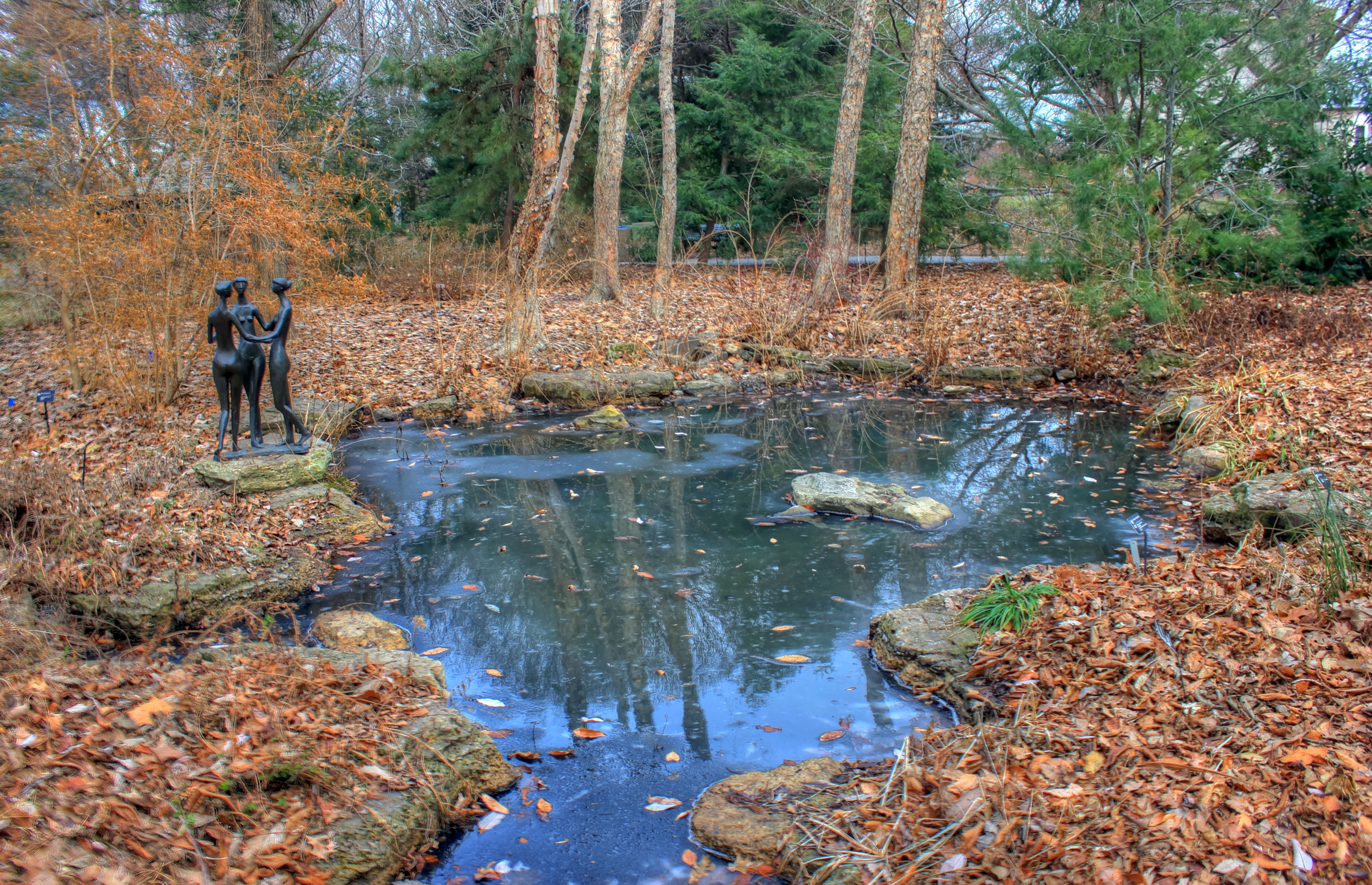
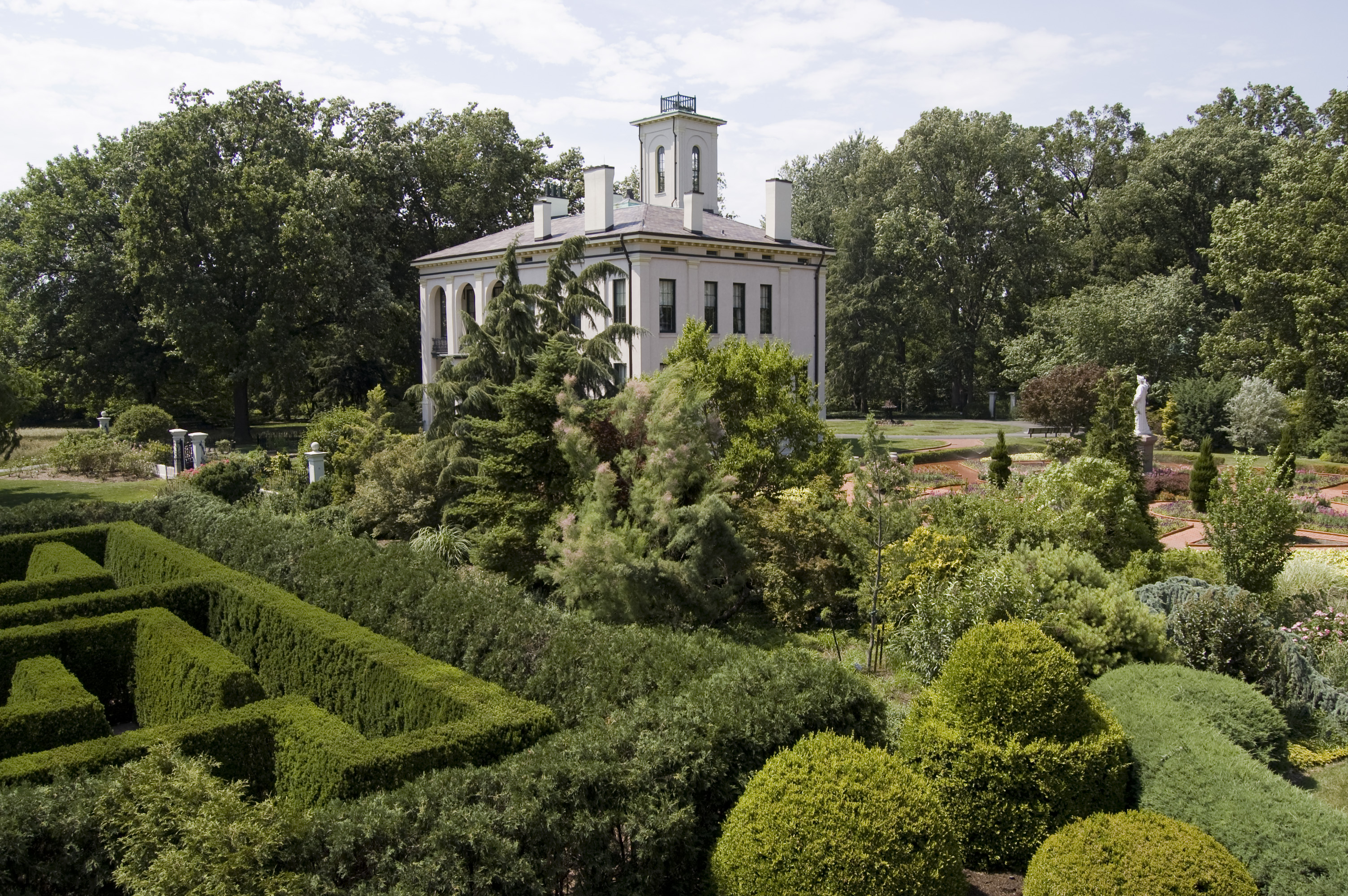
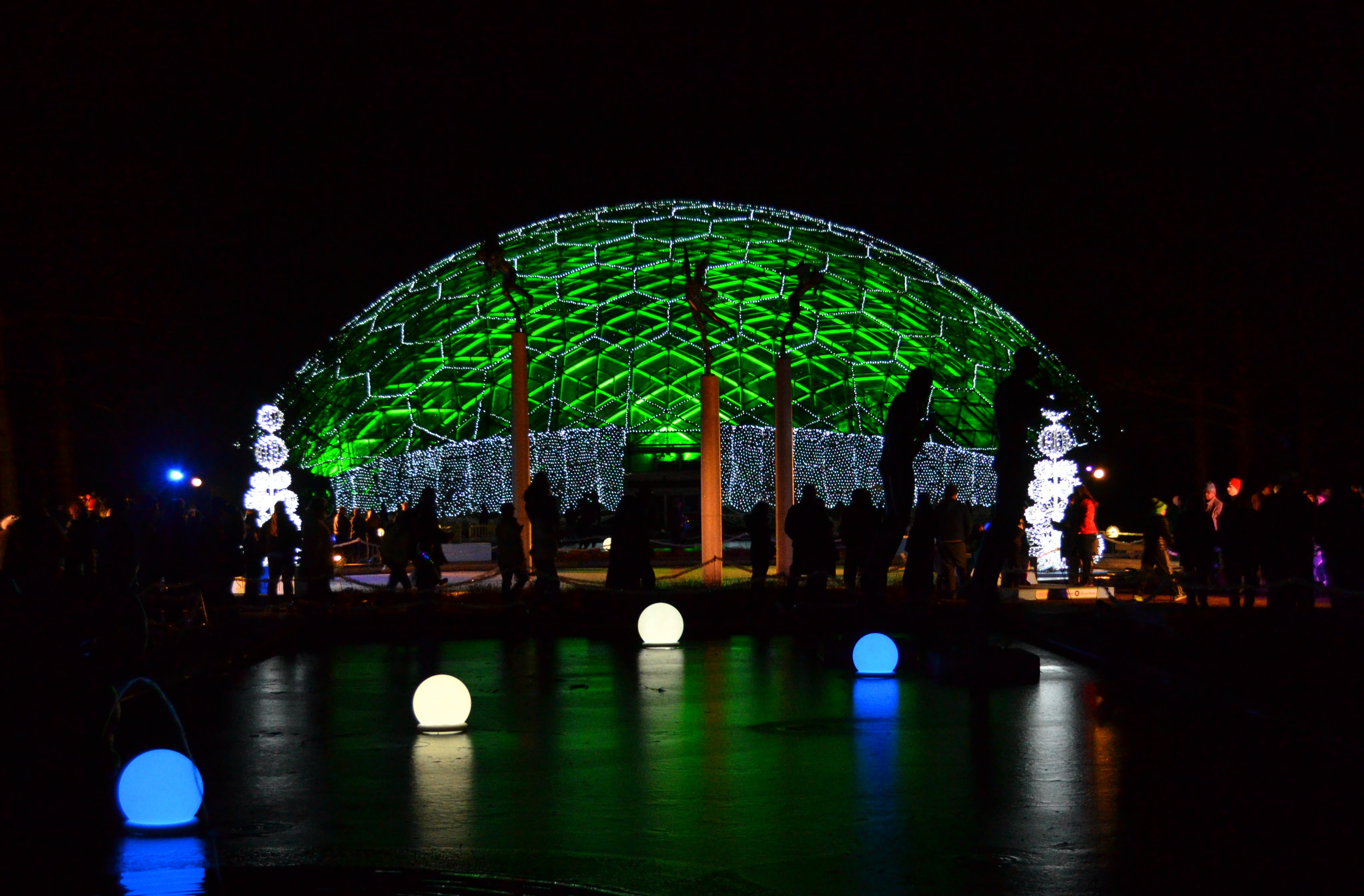
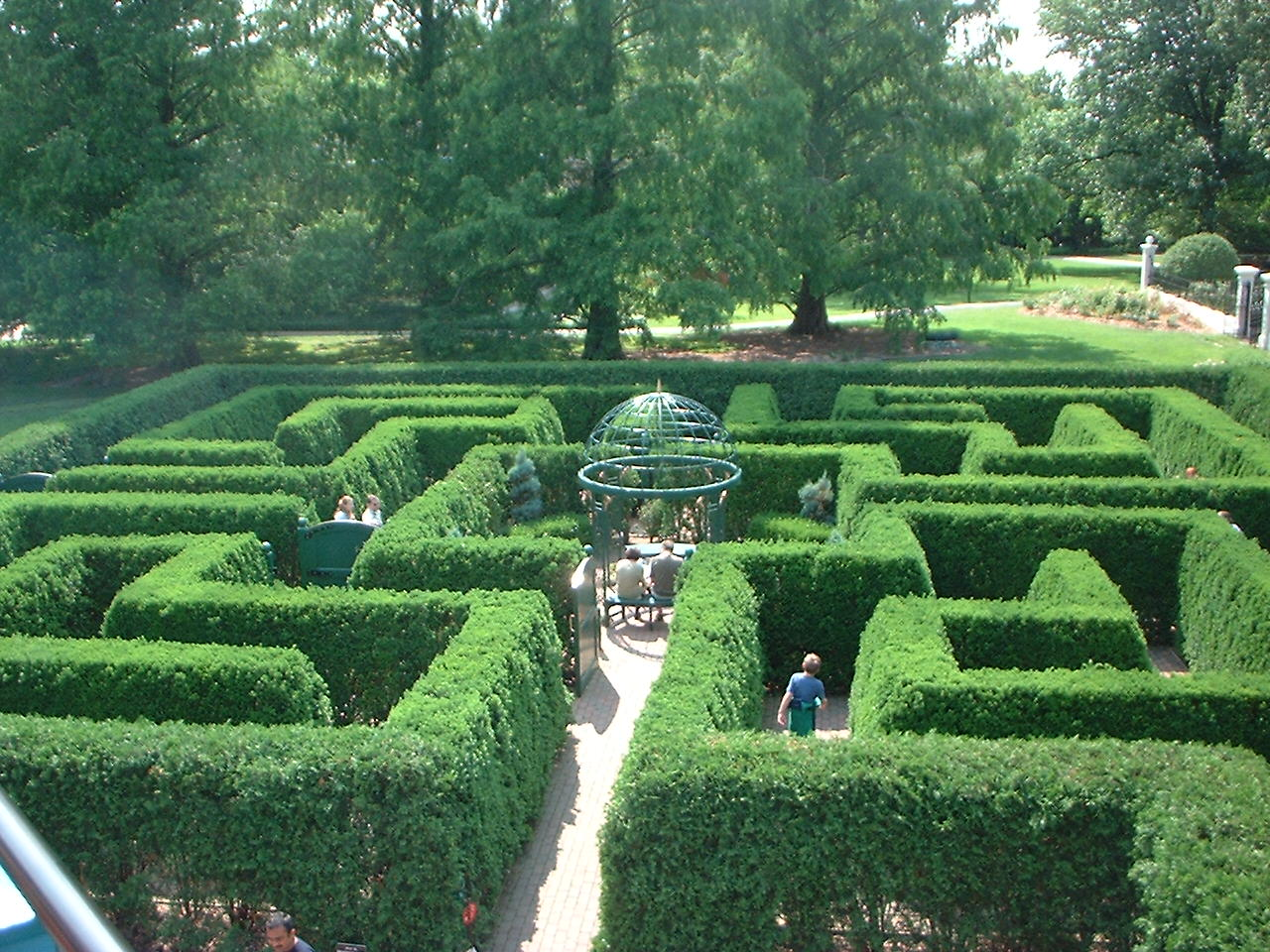